# Balanceamento de jogo
Em design de jogos, balanceamento, é equilíbrar o jogo, é o conceito e a prática de ajustar as regras de um jogo, geralmente com o objetivo de impedir que qualquer um de seus sistemas componentes seja ineficaz ou indesejável quando comparado aos seus pares. Um sistema desequilibrado representa, no mínimo, recursos de desenvolvimento desperdiçados e, na pior das hipóteses, pode minar todo o conjunto de regras do jogo, impossibilitando a execução de papéis ou tarefas importantes.

## Equilíbrio e justiça
Qualquer bom jogo de computador deve ser totalmente justo. Deve ser possível ao jogador alcançar o objetivo e vencer. Isso não quer dizer que o jogo não possa ser complicado, aleatório ou parecer injusto.Original (em inglês): Any good computer game must be totally fair. It must be possible for the player to reach the objective and win. This is not to say the game cannot be complicated or random or appear unfair.— Tim Barry do InfoWorld, 1981 (em inglês)
Uma característica importante de qualquer jogo é a ilusão de ganhar. Se um jogo é um desafio contínuo para os jogadores, ele também deve fornecer uma motivação contínua para jogar. O jogo deve parecer vencível para todos os jogadores, iniciantes e especialistas, mas nunca deve ser verdadeiramente vencível ou perderá seu apelo.Original (em inglês): An important trait of any game is the illusion of winnability. If a game is to provide a continuing challenge to players, it must also provide a continuing motivation to play. The game must appear to be winnable to all players, beginners and experts, but it must never truly be winnable or it will lose its appeal.— Chris Crawford, 1982 (em inglês)
Uma vez, Danielle Bunten Berry foi questionada sobre como equilibrar um jogo. Sua resposta de uma palavra foi "Trapaça". Questionada sobre o que fazer se os jogadores reclamassem, ela disse: "Minta!"Original (em inglês): Dani Bunten was once asked how to play-balance a game. Her one word answer was "Cheat." Asked what to do if gamers complained, she said, "Lie!"— Johnny L. Wilson da Computer Gaming World, 1994 (em inglês)
Chris Crawford escreveu em 1982 sobre a importância da "ilusão de vitória" de um jogo; Pac-Man é popular porque "parece vencível para a maioria dos jogadores, mas nunca é completamente vencível". A ilusão, disse ele, "é muito difícil de manter. Alguns jogos a mantêm para o especialista, mas nunca a alcançam para o iniciante; esses jogos intimidam todos, exceto os jogadores mais determinados", citando Tempest como exemplo.
Um jogo justo é vencível, mas, segundo a InfoWorld em 1981, pode ser "complicado ou aleatório ou parecer injusto". Justiça não significa necessariamente que um jogo é equilibrado. Isso é particularmente verdadeiro nos jogos de ação: Jaime Griesemer, líder de design da Bungie, disse que "toda luta em Halo é injusta". Esse potencial de injustiça cria incerteza, levando à tensão e emoção que os jogos de ação buscam proporcionar. Nesses casos, o equilíbrio é, em vez disso, o gerenciamento de cenários injustos, com o objetivo final de garantir que todas as estratégias que o jogo pretende apoiar sejam viáveis. A extensão em que essas estratégias são iguais entre si define o caráter do jogo em questão.
Jogos de simulação podem ser balanceados injustamente, a fim de serem fiéis à vida. Um jogo de guerra pode colocar o jogador no papel de um general que foi derrotado por uma força esmagadora, e é comum que as habilidades das equipes em jogos esportivos espelhem as das equipes do mundo real que representam, independentemente das implicações para os jogadores que escolha-os.
A percepção do jogador também pode afetar a aparência de justiça. Sid Meier afirmou que omitiu alianças multiplayer em Civilization porque descobriu que o computador era quase tão bom quanto os humanos em explorá-las, o que fez os jogadores pensarem que o computador estava trapaceando.

## Nível de dificuldade
Jogos eletrônicos geralmente permitem que os jogadores influenciem seu equilíbrio, oferecendo uma escolha de "níveis de dificuldade". Isso afeta o quão desafiador o jogo é e geralmente é executado em uma escala geral de "fácil", "médio" e "difícil". Às vezes, a dificuldade é definida uma vez durante todo o jogo, enquanto em outros jogos ela pode ser alterada livremente a qualquer momento.
Além de alterar as regras do jogo, os níveis de dificuldade podem ser usados para alterar o conteúdo apresentado ao jogador. Isso geralmente assume a forma de adicionar ou remover locais ou eventos desafiadores, mas alguns jogos também mudam sua narrativa para recompensar jogadores que os jogam em níveis de dificuldade mais altos ou terminam cedo como punição por jogar com facilidade. A seleção de dificuldades nem sempre é apresentada sem rodeios, principalmente em jogos competitivos onde todos os jogadores são afetados igualmente e a terminologia padrão "fácil / difícil" não se aplica mais. Às vezes, a linguagem velada é usada (Mario Kart oferece "seleção por CC"), enquanto outras vezes pode haver uma variedade de configurações granulares em vez de uma opção de dificuldade abrangente. Uma abordagem alternativa aos níveis de dificuldade é atender jogadores de todas as habilidades ao mesmo tempo, uma técnica que foi chamada de "dificuldade subjetiva". Isso requer que um jogo forneça várias soluções ou rotas, cada uma oferecendo desafios apropriados para jogadores de diferentes níveis de habilidade (Super Mario Galaxy, Sonic Generations).

## Ritmo
Os objetivos de equilíbrio mudam drasticamente quando os jogadores estão disputando com o ambiente do jogo e/ou personagens não jogáveis. Como jogos de jogador contra o ambiente geralmente são equilibrados para trilhar a linha tênue de desafiar regularmente as habilidades dos jogadores, sem nunca produzir obstáculos intransponíveis ou injustos. Isso transforma o gerenciamento do balanceamento da estrutura dramática, geralmente referida pelos designers de jogos como "ritmo".
O ritmo também é uma consideração nos jogos competitivos, mas a autonomia dos jogadores dificulta o controle.

## Técnicas

### Simetria
A técnica de balanceamento de jogo mais simples é fornecer a cada jogador recursos idênticos. A maioria dos jogos competitivos apresenta algum nível de simetria; alguns (como Pong) são completamente simétricos, mas aqueles em que os jogadores alternam turnos (como o xadrez) nunca podem alcançar simetria total, pois um jogador sempre terá uma vantagem ou desvantagem no primeiro movimento.
A simetria não é atraente nos jogos porque os dois lados podem e usarão qualquer estratégia eficaz simultaneamente, ou o sucesso depende de uma vantagem muito pequena, como um peão no xadrez. Uma alternativa é oferecer simetria com restrições. Os jogadores em Wizard's Quest têm o mesmo número de territórios, mas os escolhem em ordem alternada; a combinação diferente de territórios causa assimetria. A maioria dos jogos para um jogador é assimétrica; os seres humanos obtêm recursos que dependem de sua capacidade superior de planejamento, enquanto os computadores obtêm recursos que compensam sua falta de inteligência.
A simetria pode ser desfeita pela psicologia humana; a vantagem de jogadores usando vermelho sobre jogadores com azul é um exemplo bem documentado disso.

### Análise estatística
A abordagem de força bruta no balanceamento é a análise matemática dos resultados das sessões de jogo. Com dados suficientes, é possível identificar áreas desequilibradas de um jogo e fazer correções.

### Randomização
A randomização das condições de início é uma técnica comum em jogos de tabuleiro, jogos de cartas e também em pesquisas experimentais, que combatem a tendência humana de otimizar padrões a seu favor.
A desvantagem da randomização é que ela tira o controle do jogador, potencialmente levando à frustração. Os métodos para superar isso incluem oferecer ao jogador uma seleção de resultados aleatórios nos quais eles podem otimizar (Scrabble, Magic: The Gathering) e tornar cada sessão do jogo curta o suficiente para incentivar várias tentativas em uma sessão do jogo (Klondike, Strange Adventures in Infinite Space).

### Loops de feedback negativo e equilíbrio dinâmico
Muitos jogos se tornam mais desafiadores se o jogador tiver sucesso. Por exemplo, jogos de estratégia em tempo real geralmente apresentam "manutenção", um imposto sobre recursos que varia de acordo com o número de unidades sob o controle de um jogador. Jogos em equipe que desafiam os jogadores a invadir o território de seus oponentes (futebol, capturar a bandeira) têm um ciclo de feedback negativo por padrão: quanto mais um jogador empurra, mais adversários provavelmente enfrentarão.
Muitos jogos também apresentam loops de feedback positivo - onde o sucesso (por exemplo, capturar um território inimigo) leva a maiores recursos ou capacidades e, portanto, maior espaço para mais sucessos (por exemplo, mais conquistas ou investimentos econômicos). O equilíbrio dinâmico geral do jogo dependerá da força comparativa dos processos de feedback positivo e negativo e, portanto, diminuir o poder dos processos de feedback positivo tem o mesmo efeito que a introdução de processos de feedback negativo. Os processos de feedback positivo podem ser limitados, tornando as capacidades uma função côncava de uma medida de sucesso bruto. Por exemplo:
1. Em jogos de pagamento de papéis usando uma estrutura de níveis, o nível atingido é geralmente uma transformação côncava dos pontos de experiência - à medida que o personagem se torna mais eficiente, pode derrotar adversários mais poderosos e, portanto, pode ganhar mais pontos de experiência em um determinado período de tempo de jogo. - por outro lado, são necessários mais pontos de experiência para 'subir de nível'. Nesse caso, o nível do jogador e talvez também o poder não melhoram exponencialmente, mas aproximadamente linearmente no tempo de jogo.
2. Em muitos jogos de estratégia militar, a conquista de um novo território apenas aumenta marginalmente o poder - por exemplo, a 'província de origem' pode ser excepcionalmente produtiva, enquanto novos territórios abertos à aquisição podem ter apenas recursos comparativos ou podem ser propensas a revoltas ou penalidades de ordem pública que reduzam sua capacidade de fornecer recursos líquidos significativos, depois que os recursos são alocados para suprimir adequadamente as revoltas. Nesse caso, um jogador com sucessos inicialmente impressionantes pode tornar-se "excessivo" tentando segurar regiões que fornecem apenas aumentos marginais de recursos.
3. Em muitos jogos, há pouca ou nenhuma vantagem em adquirir uma grande horda de algum item em particular. Por exemplo, ter um grande e variado estoque de equipamentos ou armas é uma vantagem, mas apenas fracamente sobre uma horda um pouco menor com um grau de diversidade semelhante - por exemplo, apenas uma arma pode ser usada por vez e ter outra em um inventário com capacidades muito semelhantes oferece apenas ganhos marginais. Em termos mais gerais, os recursos podem depender de algum gargalo, onde não há ou apenas um feedback positivo fraco.

Uma forte rede de loops de feedback negativo podem levar a empates frequentes. Por outro lado, se houver na rede um forte loop de feedback positivo, os sucessos iniciais podem se multiplicar muito rapidamente, levando o jogador a alcançar uma posição de comando a partir da qual perder é quase impossível. Veja também balanceamento dinâmico de dificuldade de jogo.
Frequentemente, o balanceamento dinâmico é tratado de maneira grosseira pelos designers de jogos por alguma regra add-hoc, que pode causar aborrecimento ao jogador. Por exemplo, pode haver algum limite superior rígido ao poder imposto por alguma regra arbitrária que não faz sentido no contexto do resto da mecânica do jogo. Nesse caso, embora o jogador possa estar jogando bem e obtendo sucesso, isso não se reflete em nenhuma vantagem, o que pode fazer com que seus esforços pareçam inúteis.

### Mestre de jogo
Um jogo pode ser equilibrado dinamicamente por um mestre de jogo que observa os jogadores e ajusta o jogo em resposta ao seu estado emocional.
Embora os mestres de jogo tenham sido historicamente humanos, alguns jogos eletrônicos agora apresentam sistemas de inteligência artificial (IA) que desempenham um papel semelhante ao monitorar a capacidade do jogador e inferir o estado emocional a partir da entrada. Tais sistemas são frequentemente referidos como tendo dificuldade dinâmica. Um exemplo notável é Left 4 Dead e sua sequência Left 4 Dead 2, jogos cooperativos que fazem os jogadores lutarem contra hordas de criaturas semelhantes a zumbis, incluindo criaturas únicas com habilidades especiais. Ambos os jogos usam um Diretor IA que não apenas gera eventos aleatórios, mas tenta criar tensão e medo ao gerar criaturas para conjuntos de regras específicos com base em como os jogadores estão progredindo, penalizando especificamente os jogadores através de desafios mais difíceis por não trabalharem juntos. A pesquisa em periféricos de biofeedback está programada para melhorar significativamente a precisão de tais sistemas.

## Gírias

### Gimp
Um gimp é um personagem, classe de personagem ou habilidade de personagem que é pouco potente no contexto do jogo (por exemplo, uma classe de guerreiro a curta distância que equipa um conjunto completo de armaduras para melhorar a cura, apesar de não ter habilidades de cura). Personagens Gimp carecem de eficácia em comparação com outros personagens em um nível semelhante de experiência. Um jogador pode escolher um personagem atribuindo competências e habilidades inadequadas para a classe de personagem ou desenvolvendo o personagem de maneira ineficiente. No entanto, esse nem sempre é o caso, pois alguns personagens são propositalmente "gimped" pelos desenvolvedores do jogo, a fim de fornecer um incentivo para aumentar seu nível, ou, inversamente, para dar ao jogador uma vantagem inicial. Um exemplo disso é a classe Cavaleiro Místico de Final Fantasy, que começa fraca, mas é capaz de se tornar a classe mais poderosa se levada a um nível muito alto. Os Gimps também podem ser acidentais por parte do desenvolvedor e podem exigir um patch de software para rebalancear.
Às vezes, especialmente em MMORPGs, gimp é usado como sinônimo de nerf para descrever uma modificação de regra que enfraquece o alvo afetado. Ao contrário do termo conotativamente neutro nerf, o gimp nesse uso geralmente implica que a mudança de regra prejudica injustamente o alvo.

### Nerf
Um nerf é uma alteração em um jogo que reduz a conveniência ou eficácia de um elemento específico do jogo. O termo também é usado como verbo para o ato de fazer essa alteração. O primeiro uso estabelecido do termo foi em Ultima Online, como uma referência à marca de brinquedos Nerf, cujas balas são macias e com menor probabilidade de causar ferimentos graves.
Entre os desenvolvedores de jogos, os designers de MMORPG têm maior probabilidade de "nerfar" aspectos de um jogo, a fim de manter o balanceamento do jogo. Ocasionalmente, um novo recurso (como um item, classe ou habilidade) pode se tornar muito poderoso, muito barato ou muito facilmente obtido na medida em que desequilibra o sistema do jogo. Às vezes, isso ocorre devido a um método de usar ou adquirir o objeto que não foi considerado pelos desenvolvedores. A frequência e a escala do nerfing variam muito de jogo para jogo, mas quase todos os jogos multijogador massivos se envolveram em nerfing em algum momento.
Nerfs em vários jogos online, incluindo Anarchy Online, estimularam protestos no mundo. Como muitos itens nos mundos virtuais são vendidos ou comercializados entre os jogadores, um nerf pode ter um impacto enorme na economia virtual. À medida que os jogadores respondem, o nerf pode fazer com que os preços flutuem antes de se estabelecer em um equilíbrio diferente. Esse impacto na economia, juntamente com o impacto original do nerf, pode causar ressentimento a grandes jogadores, mesmo que seja uma pequena mudança. Em particular, no caso de itens ou habilidades que foram "nerfados", os jogadores podem ficar chateados com os esforços desperdiçados percebidos na obtenção dos recursos agora "nerfados". Para jogos em que avatares e itens representam um valor econômico significativo, isso pode trazer questões legais sobre o valor perdido.

### Buff
Um buff é o oposto de um nerf: a saber, uma alteração nas regras de um jogo que aumenta a conveniência ou eficácia de um elemento em particular. Provavelmente, veio do termo do bodybuilding de "getting buff", no qual a pessoa está tomando medidas para desenvolver seus músculos em direção à ideia de melhoria - e assim "buffar" a si mesma.

### Overpowered
Overpowered (muitas vezes abreviado para OP) é um termo comum que se refere a uma falta de equilíbrio no jogo. É frequentemente usado ao descrever uma classe específica em um RPG, uma facção específica em jogos estratégicos ou uma tática, habilidade, arma ou unidade específica em vários jogos. Para que algo seja considerado overpowered, é a melhor escolha em um número desproporcional de situações (marginalizando outras opções) e/ou excessivamente difícil de combater pelo oponente em comparação com o esforço necessário para usá-lo.

### Underpowered
Underpowered é um termo comum que se refere a uma falta percebida de equilíbrio no jogo, mas, diferentemente de overpowered, refere-se ao descrever uma classe específica em um RPG, uma facção específica em jogos estratégicos ou uma tática, habilidade, arma ou unidade específica em vários jogos, como muito mais fraca que a média, resultando em sempre uma das piores opções para escolher na maioria das situações. Dessa forma, muitas vezes é marginalizado por outras opções, porque é inerentemente mais fraco que as opções semelhantes ou é muito mais facilmente combatido pelos oponentes.

### Revamp
Uma reformulação (ou retrabalho) é um termo para melhorar ou modificar itens, habilidades, competências ou estatísticas, ao contrário do nerfing ou gimping diretos.

## Criação de sites em Belém
1. 1 2  Newheiser, Mark (9 de março de 2009). «Playing Fair: A Look at Competition in Gaming». Strange Horizons (em inglês). Consultado em 1 de novembro de 2019. Cópia arquivada em 1 de novembro de 2019
2. 1 2  Barry, Tim (11 de maio de 1981). «In Search of the Ultimate Computer Game». InfoWorld (em inglês). pp. 11,48. Consultado em 31 de outubro de 2019
3. 1 2 3  Crawford, Chris (Dezembro de 1982). «Design Techniques and Ideas for Computer Games». BYTE. p. 96. Consultado em 31 de outubro de 2019
4. ↑  Wilson, Johnny L. (Fevereiro de 1994). «Mea Culpas And Culpability». Editorial. Computer Gaming World. p. 8
5. 1 2 3  Griesemer, Jaime. «Design in Detail: Changing the Time Between Shots for the Sniper Rifle from 0.5 to 0.7 Seconds for Halo 3». GDC 2010 (em inglês). GDC Vault. Consultado em 1 de novembro de 2019
6. 1 2  Browder, Dustin. «The Game Design of STARCRAFT II: Designing an E-Sport». GDC 2011 (em inglês). GDC Vault. Consultado em 1 de novembro de 2019
7. 1 2 3  Booth, Michael. «The AI Systems of Left 4 Dead» (PDF). Artificial Intelligence and Interactive Digital Entertainment Conference (em inglês). Valve Corporation. Consultado em 31 de outubro de 2019. Arquivado do original (PDF) em 29 de dezembro de 2009
8. ↑  «The 7th International Computer Game Developers». Computer Gaming World (em inglês) (108). Julho de 1993. p. 34. Consultado em 31 de outubro de 2019
9. ↑  Croshaw, Ben (13 de julho de 2010). «On Difficulty Levels». The Escapist (em inglês). Consultado em 31 de outubro de 2019. Cópia arquivada em 1 de novembro de 2019
10. ↑  Bycer, Josh (January 4, 2012). "Examining Subjective Difficulty: How Plumbers Can Fight Demons". Gamasutra.
11. ↑  Ilie A, Ioan S, Zagrean L, Moldovan M (11 de junho de 2008). «Better to be red than blue in virtual competition». Cyberpsychol Behav (em inglês). 11 (3): 375–377. PMID 18537513. doi:10.1089/cpb.2007.0122
12. ↑  Hopkin, Michael (18 de maio de 2005). «Red is a recipe for sporting success». Nature (em inglês). doi:10.1038/news050516-4. Consultado em 1 de novembro de 2019. Cópia arquivada em 1 de novembro de 2019
13. ↑  H. Chen, Y. Mori e I. Matsuba (Maio de 2014). «Solving the balance problem of massively multiplayer online role-playing games using coevolutionary programming». Applied Soft Computing (em inglês). 18: 1–11. doi:10.1016/j.asoc.2014.01.011. Consultado em 1 de novembro de 2019. Cópia arquivada em 1 de novembro de 2019
14. ↑  Bruhn, Miriam; McKenzie, David (Outubro de 2008). «In Pursuit of Balance: Randomization in Practice in Development Field Experiments» (PDF) (em inglês). World Bank Group. Consultado em 2 de novembro de 2019. Cópia arquivada (PDF) em 2 de novembro de 2019
15. ↑  «Warcraft III - Basics -> Upkeep». classic.battle.net (em inglês). Blizzard Entertainment. Consultado em 2 de novembro de 2019. Cópia arquivada em 2 de novembro de 2019
16. ↑  Booth, Michael (2009). «The AI Systems of Left 4 Dead» (PDF) (em inglês). Valve Corporation. Consultado em 2 de novembro de 2019. Arquivado do original (PDF) em 29 de dezembro de 2009
17. ↑  Ambinder, Mike. «Biofeedback in Gameplay: How Valve Measures Physiology to Enhance Gaming Experience» (PDF). GDC 2011 (em inglês). Valve Corporation. Consultado em 2 de novembro de 2019. Arquivado do original (PDF) em 15 de maio de 2011
18. ↑  Ekim (29 de janeiro de 2002). «Asheron's Call 2 Review» (em inglês). RPGDot. Consultado em 2 de novembro de 2019. Arquivado do original em 10 de fevereiro de 2003
19. ↑  Aihoshi, Richard (17 de junho de 2006). «Fury Interview - Part 1» (em inglês). IGN. Consultado em 2 de novembro de 2019. Cópia arquivada em 2 de novembro de 2019
20. ↑  Logan (15 de fevereiro de 2002). «Criação de sites em Belém (2009 Jan 12 - appears to be a dead link)» (em inglês). RPGDot. Consultado em 2 de novembro de 2019. Arquivado do original em 28 de setembro de 2007
21. ↑  Bartle, Richard (2003). Designing Virtual Worlds (em inglês). [S.l.]: New Riders. pp. 305, 310. ISBN 978-0-13-101816-7
22. 1 2  Koster, Raph (2 de abril de 2014). «Nerfing». Raph's Website (em inglês). Consultado em 2 de novembro de 2019. Cópia arquivada em 2 de novembro de 2019
23. 1 2 3 4  Schiesel, Seth (10 de outubro de 2002). «In a Multiplayer Universe, Gods Bow to the Masses». New York Times (em inglês). Consultado em 2 de novembro de 2019. Cópia arquivada em 2 de novembro de 2019
24. 1 2 3 4  Burke, Timothy. «Rubicite Breastplate Priced to Move, Cheap» (PDF) (em inglês). pp. 1–3. Consultado em 2 de novembro de 2019. Cópia arquivada (PDF) em 2 de novembro de 2019
25. ↑  «Owned: Finding a Place for Virtual-World Property Rights» (PDF). Michigan State University College of Law. Michigan State Law Review (em inglês). 789 páginas. 2006. ISSN 1087-5468. Consultado em 2 de novembro de 2019 [ligação inativa]